# Stephanie Zacharek
Stephanie Zacharek é uma crítica de cinema estadunidense, nascida por volta de 1963.

## Carreira
Stephanie Zacharek começou a carreira como editora sênior no grupo Vandenburgh Crosby (1986-1988). Nos anos 90, trabalhou para a Boston Phoenix and Inc. Magazine. Entre 1999 e 2010, ela se tornou uma crítica de cinema e escritora sênior no Salon.com. Mudou-se para trabalhar como crítica de cinema chefe da Movieline em 2010. No entanto, a Movieline a dispensou em abril de 2012, ao mesmo tempo em que eliminava a posição de crítica chefe.
Em abril de 2013, o Voice Media Group a contratou como crítica de cinema chefe do The Village Voice. Ao longo de seus vários empregos em tempo integral, Zacharek também tem sido uma jornalista freelance desde 1988,  escrevendo para mídias como CNN.com, Los Angeles Times, Entertainment Weekly, Rolling Stone, e a NPR.
Ela é membro da National Society of Film Critics. Zacharek vive em Nova Iorque e é casada com Charles Taylor, também crítico de cinema.

## Opinião sobre crítica de cinema
Em 2010, durante a Berlinale Talent Campus, Zacharek participou de um painel chamado "O Medo come a alma: O estado da crítica de cinema". Durante o painel de discussão, Zacharek expressou que estava "preocupada com a crítica de cinema", e que defendia a honestidade, integridade e disciplina - e ao mesmo tempo, criticando colegas escritores que não pensam muito na crítica quando esta é negativa.
Em outro ocasião no mesmo ano, Zacharek afirmou que ela era "parte de uma espécie rara e em extinção, uma crítica de cinema trabalhadora. A crítica de cinema está em seu apogeu e morrendo ao mesmo tempo". Ela também observou que a Internet mudou a forma de publicações impressas olharem para seus escritores e conteúdo. Quando discutido sobre pagamento, Zacharek afirmou que a crítica de cinema é um trabalho de escrita, e escrita leva tempo.